# جوشوا جينيفر إسبينوزا
جوشوا جينيفر إسبينوزا (بالإنجليزية: Joshua Jennifer Espinoza)‏ هي كاتِبة وشاعرة أمريكية، ولدت في 17 ديسمبر 1987 في ريفرسايد في الولايات المتحدة.

## وصلات خارجية
- الموقع الرسمي